# Thomas Wilson Sons & Co.

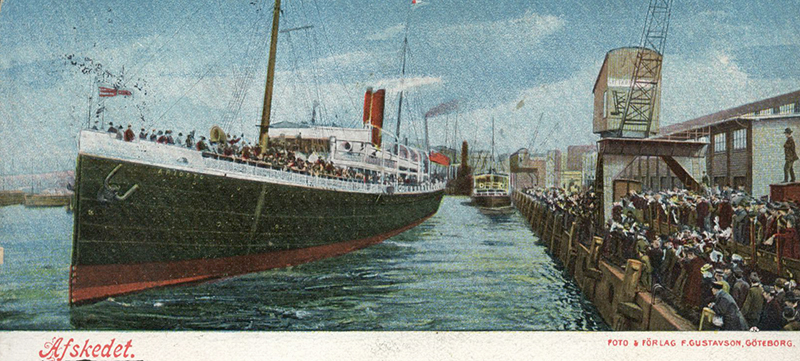
Emigrantångaren Ariosto lämnar Göteborg omkring 1910.

Thomas Wilson Sons & Co. var ett engelskt rederi som grundades 1840, och utvidgades successivt så att det i början av 1900-talet hade en ansenlig flotta. År 1906 slogs en del av verksamheten samman med North Eastern Railway och bildade Wilson's & North Eastern Railway Shipping Co. Ltd och 1916 såldes återstoden av företaget till John Ellerman och ingick därefter i rederiet Ellerman's Wilson Line som existerade fram till 1973.

## Historia
1822–1836  Beckington, Wilson and Company :
Ingen av partnerna hade rederibakgrund, men insåg snabbt de förtjänstmöjligheter som fanns inom shipping och de inköpte sitt första segelfartyg Thomas and Ann 1825 och därefter skonaren Swift 1831.
1836–1840  Wilson, Hudson and Company :
Omkring 1836 lämnade John Beckington partnerskapet och man bildade ett nytt företag.
1841–1850  Thomas Wilson and Company :
De båda Hudsönerna lämnade firman 1840/1841, varvid Thomas Wilson fick ensam kontroll med äldste sonen David som partner.
1850–1916  Thomas Wilson Sons and Company  [ Ltd.  1891 ] :
1850 blev hans två andra söner, Charles och Arthur, aktiva partners och firmanamnet ändrades till Thomas Wilson Sons and Company, men i dagligt tal kallades bolaget vanligen Wilson Line of Hull. 
Thomas dog 1869 och företaget övertogs av Charles och Arthur, med David som vanligt i bakgrunden. När de längre fram började ifrågasätta de egna sönernas kompetens, anställdes en externt rekryterad verkställande direktör: Oswald Sanderson.
1878   köptes en flotta om sju fartyg från Brownlow Marsdin and Co., varefter Wilsons flotta uppgick till 52 fartyg.
1903   köptes 23 fartyg från Bailey & Leetham 
1906   bildades Wilson's and North Eastern Railway Shipping Co. Ltd :
En del av företaget slogs samman med järnvägsbolaget North Eastern Railway och bildade Wilson's & North Eastern Railway Shipping Co. Ltd
1906   köptes varvet Earle's Shipbuilding :
Man köpte aktierna i det lokala krisdrabbade varvet Earle's Shipbuilding och byggde därefter sina fartyg där.
1916–1973   Ellerman's Wilson Line :
Bolaget såldes 1916 till John Ellerman, ägare av det framgångsrika Ellerman Line och den påstått rikaste man i Storbritannien. Starkt bidragande orsak till familjen Wilsons beslut att sälja, var det faktum att de inom tre veckor hade mist tre av sina bästa fartyg genom krigshandlingar: "Aaro" och "Calypso" sänktes och "Eskimo" beslagtogs. Trots att namnet Wilson bibehölls (Ellerman's Wilson Line of Hull) så uteblev de tidigare framgångarna och till sist avvecklades Ellermanbolaget 1973.

### Tidig utveckling
Firman var från början specialiserad på handel med järn, men blev också fartygsägare och importerade järn över Göteborgs hamn på egna kölar. År 1834 upphörde de svenska och brittiska regeringarnas stöd till den så kallade paketfarten. Men ett rederi som därefter fick kontrakt på postbefordran, blev tvunget att lägga ner, eftersom passagerantalet var extremt lågt. Efter en tid med segelfartyg från olika rederier på traden Göteborg-Hull, öppnade Wilson reguljär trafik med ångbåt på linjen Hull-Kristiania-Göteborg i april 1840. Men stödet från de svenska myndigheterna drogs in hösten 1842 med nedläggning av linjen som påföljd och det kom att dröja åtta år innan trafiken återupptogs.

### John West Wilson flyttar till Göteborg
Den näst äldste sonen, John West Wilson, sändes till Göteborg 1843, där han startade en rörelse som bedrev import av stenkol och export av järn, trä, papper och kreatur. Speciellt viktig kom havreexporten att bli och Wilson blev med tiden Sveriges störste havreexportör. Varorna fraktades på det Wilsonska rederiets båtar.

### Reguljär ångbåtstrafik
Till sist ingicks 1850 ett avtal mellan rederiet och den norska och svenska staten om att rederiet skulle trafikera Hull-Kristiania-Göteborg med ett fartyg var fjortonde dag. Man trafikerade Hull, inte bara därför att den staden var rederiets säte, utan också för att Hull låg mycket närmare Skandinavien än London och Hull hade långt tidigare än exempelvis Harwich och Tilbury järnvägsförbindelse med huvudstaden. Efterhand ökade trafikvolymen och två fartyg sattes in på linjen med en avsegling per vecka i vardera riktningen.   

### Emigranttrafiken

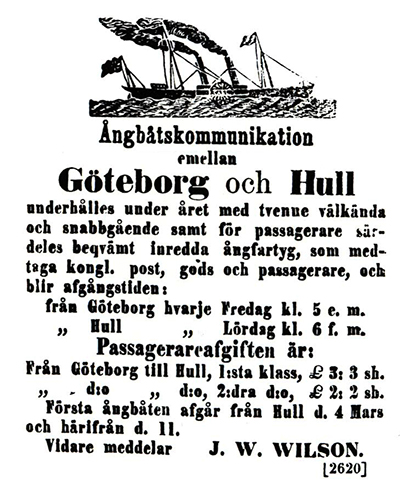
Annons i GHT den 2 mars 1864.

Fram till början av 1860-talet dominerade de direkta emigrantresorna till Nordamerika med segelfartyg. Men i slutet av decenniet hade de nästan helt upphört och emigranterna reste via England eller Tyskland med stora ångfartyg, specialiserade på emigranttrafik. 
Thomas Wilson ingick, troligen i början av 1850-talet, avtal med de brittiska atlantlinjerna om samtrafik för emigrantresor från Skandinavien via Hull och Liverpool. I slutet av 1860-talet hade emigranttrafiken växt så mycket, att rederiet tvingades att sätta in extrafartyg, så att tidvis tre fartyg i veckan avgick med uppemot 1500 emigranter. Trots satsningar på trafik i Medelhavet och till Indien förblev rederiets bas Nordeuropatrafiken med bland annat emigranter från Sverige, Norge, Tyskland och Ryssland. Man lät bygga två fartyg speciellt för Göteborgslinjen, som tog 800-900 passagerare var: Orlando (1869) och Rollo (1870). Emigrationen nådde sin höjdpunkt under 1880-talet och 1881 satte rederiet in tio extraångare. 
Förhållandena för tredje klassens passagerare var primitiva och kritiserades. En sjöofficer, som själv reste i första klass, skrev 1888 bland annat: "I främsta lastrummet voro uppspikade britsar längs fartygets sidor och på dessa hade de stackars människorna sina sofplatser, den ena bredvid den andra, män, qvinnor och barn huller om buller, och när sjösjukan började, blef där en stank och en smuts, som var obeskriflig, och kring luckan, som ledde upp till däck och skulle förse dem med luft, stod boskap tjudrad i bås."

### Trafiken efter sekelskiftet
År 1904 sattes den nybyggda Calypso in på Göteborgslinjen och hon samseglade med den äldre, men moderniserade, Ariosto. Ett stort nybygge, Bayardo, sattes i trafik 1911, men strandade redan i januari 1912 utanför Hull och bröts sönder. Fram till krigsutbrottet 1914 samseglade därefter Calypso främst med Aaro. Under tider med mycket passagerare trafikerades även en linje Grimsby-Göteborg. Trafiken inställdes helt vid krigsutbrottet 1914. Efter första världskriget upphörde emigranttrafiken och rederiet bedrev i huvudsak frakttrafik fram till 1970-talet.

## Målning
- Skorstenar: röda med svart överdel.
- Skrov : svart [Thomas Wilson Sons] eller mörkgrönt [Ellerman's Wilson]. Kylfartyg dock ibland vita.[1]

## Passagerarfartyg  Thomas Wilson Sons & Co. / Ellerman's Wilson Line
| Fartyg     | Sjösatt | Tonnage (GRT) | Noter och referenser |
| ---------- | ------- | ------------- | --- |
| Tasso      | 1852    | 610           | Byggt av Denny and sjösatt som "Scandinavian" men omdöpt till "Tasso" 1870. Förliste utanför Bergen 1885. |
| Hero       | 1866    |               | Trafikerade linjen Hull-Trondheim. |
| Rollo      | 1870    |               | Byggt av Earle's Shipbuilding för Göteborgslinjen. |
| Orlando    | 1870    |               | Systerfartyg till "Rollo" och byggt av Earle's för Göteborgslinjen. |
| Eldorado   | 1873    | '3300'        | Byggt för Wilsons indiska linjer. |
| Romeo      | 1880    | 1,840         | Byggt av Earle's Shipbuilding för linjen Hull-Göteborg. Flyttades till linjen London-Riga omkring 1904 och samseglade med Bailey & Leetham's "Jaffa" and "Zara" till krigsutbrottet 1914. Torpederad vid Mull of Galloway i mars 1918. |
| Juno       | 1882    | 1,302         | Byggt av Earle's huvudsakligen för linjen Hull-Hamburg. Såldes 1888 till Tyne Steam Shipping Co. |
| Eldorado   | 1885    | 935           | Byggt av Earle's för linjen Hull-Bergen. Sålt efter mindre än ett år 1886 till grekiska staten. |
| Eldorado   | 1886    | 1,382/1,425   | Byggt av Earle's som erättning för ett tidigare fartyg med samma namn för linjen Hull-Stavanger & Bergen. Förlängdes 1895. Flyttades till linjen Grimsby-Göteborg, som trafikerades 1911-1913, varefter hon såldes till skrot. |
| Juno       | 1889    | 1,080         | Byggt av Earle's huvudsakligen för linjen Hull-Trondheim som samtrafikerades med "Hero". Såldes 1899 till Bergen Line där hon trafikerade linjen Hamburg-Kristiansand-Vadsö omdöpt till "Hera". Från 1910 trafik mellan Bergen och Vadsö till mars 1931 då hon förliste i en storm. |
| Ariosto    | 1889    | 2,376         | Byggt av Earle's för linjen Hull-Göteborg och var då Nordsjöns största passagerarfartyg. Samseglade med "Romeo" i emigranttrafiken. "Romeo" ersattes av "Calypso" 1904. "Ariosto" såldes 1910 till ett spanskt rederi och döptes om till "Luis Vives". Hon torpederades utanför Scilly Islands i september 1916. |
| Tasso      | 1890    | 1,328         | Byggt av Earle's för Trondheimslinjen. Förlängdes 1899 och flyttades till linjen Hull-Bergen. Hon skadades svårt vid en kollision i januari 1911 och såldes efter reparation. |
| Montebello | 1890    | 1,735         | Byggt av Richardson, Duck and Company, Stockton-on-Tees för linjen till Kristiansand och Oslo. Blev överflödig 1910 och såldes till spanska redare. Skrotades 1929. |
| Spero      | 1896    | 1,132         | Byggt av Archibald MacMillan & Co, Dumbarton. Användes i emigranttrafik på olika linjer främst från Stettin och som reservfartyg på linjen Hull-Oslo. Hon sänktes av en ubåt i november 1916. |
| Zero       | 1896    | 1,143         | Systerfartyg till "Spero", fastän byggd av Earle's i Hull. Tjänstgjorde tillsammans med "Spero" som emigrantfartyg innan hon flyttades till Köpenhamnslinjen. Efter kriget gick hon i fraktfart fram till 1931 då hon lades upp och skrotades i Grangemouth påföljande år. |
| Salmo      | 1897    | 1,721         | Byggt av Caledon Shipbuilding & Engineering Company och användes huvudsakligen på linjen till Bergen och Stavanger fram till 1911, då hon flyttades till linjen Grimsby-Kristiansand/Oslo. Strax innan första världskrigets utbrott flyttades hon åter till linjen Grimsby-Göteborg. Gick i kustfart under kriget och torpederades och förliste utanför Fastnet Rock i april 1917. |
| Una        | 1899    | 1,406         | Byggt av John Scott & Co, Kinghorn för Hullrederiet Bailey & Leetham, som övertogs av Thomas Wilson 1903. Under Wilsons flagg gick hon huvudsakligen på linjerna Hull eller Newcastle till Köpenhamn i samtrafik med DFDS. Hon såldes till spanska redare 1909. |
| Calypso    | 1904    | 2,876         | Byggt av Earle's och var på sin tid Nordsjöns största passagerarfartyg och det första hos Wilson med två skorstenar. Hon trafikerade linjen Hull-Göteborg fram till krigsutbrottet 1914, då hon rekvirerades av brittiska amiralitetet. Hon befanns vara otjänlig som krigsfartyg och sattes in på linjen London-Kristianstad/Oslo, men torpederades och sjönk i juli 1916. |
| Oslo       | 1906    | 2,296         | Byggt av Earle's och döpt efter den norska huvudstaden, som emellertid inte fick namnet Oslo förrän 1927. Hon började trafikera Oslo, men flyttades till linjen till Bergen/Trondheim 1910 och fortsatte trafikera norska linjer även under första världskriget. Hon lyckades undkomma ett anfall i oktober 1915, men sjönk efter en torpedering utanför Shetlandsöarna i augusti 1917. |
| Aaro       | 1909    | 2,603         | Byggt av Earle's och trafikerade först Oslo, men flyttades till Bergen/Trondheim-linjen 1911. Hon torpederades i augusti 1916 och sänktes av en tysk ubåt. |
| Eskimo     | 1910    | 3,326         | Byggt av Earle's för Oslolinjen och rederiets snabbaste fartyg. Hon rekvirerades liksom "Calypso" av amiralitetet 1914, men var för litet för att tjänstgöra på Atlanten och återlämnades till ägarna i juli 1915, där hon återgick till linjerna på Nordsjön. Hon kapades av en tysk kryssare i juli 1916, men återlämnades till Ellerman Wilson efter krigsslutet. Hon såldes emellertid 1921. |
| Bayardo    | 1911    | 3,570         | Byggt av Earle's för Göteborgslinjen och snarlik Eskimo (1910), fast något större och med endast en skorsten. Hennes storlek gjorde henne till rederiets flaggskepp, men i januari 1912 gick hon på grund i dimmigt väder och bröts sönder. |
| Rollo      | 1899    | 3,658         | Anskaffades 1920 för att ersätta fartyg förlorade under kriget. Byggt av Barclay Curle, Glasgow. Trafikerade huvudsakligen linjen Hull-Göteborg, men senare även linjerna till Oslo and tidvis till Danzig. Minskad emigranttrafik från 1923 ledde till att hon lades upp 1928 för att slutligen säljas för upphuggning 1932. |
| Orlando    | 1904    | 4,233         | Det andra fartyget som anskaffades 1920 för att ersätta krigsförluster. Byggt i Aberdeen av Hall Russell & Company. Hon användes först på linjen Hull-Danzig och överflyttades senare till linjerna London/Hull–Göteborg/Oslo. Efter en tur till Sydafrika vintern 1927/28 lades hon upp 1929 för att slutligen säljas till upphuggning 1932. |
| Calypso    | 1897    | 3,817         | Det tredje fartyget som anskaffades 1920 för att ersätta krigsförluster. Byggt av Sir Raylton Dixon, Middlesbrough. Döptes till "Calypso" till minne av det fartyg som förlorades under kriget. Gjorde först turer till Indien, men trafikerade senare Oslo, Göteborg och Danzig. Mot slutet trafikerade hon endast sommartid linjen Hull-Oslo för att läggas upp under vintrarna. År 1933-1936 användes hon för kryssningar från London till Köpenhamn och åter via Kristiansand. År 1936 såldes hon som skrot. |
| Spero      | 1922    | 1,589         | Byggt av Dundee Shipbuilding Company. Hon användes först på Oslolinjen, men började 1923 att samsegla med DFDS:s "Hroar" på linjen Hull-Köpenhamn. Hon överlevde andra världskriget och återvände 1946 till Köpenhamnslinjen, men tjänstgjorde endast som extrafartyg. Hon lades upp i oktober 1958 och såldes till skrot påföljande år. |
| Borodino   | 1950    | 3,206         | Byggt av Ailsa Shipbuilding Company, Troon. Hon var Wilsons sista konventionella passagerarfartyg och började trafikera linjen Hull-Köpenhamn/Århus i samtrafik med DFDS. År 1965 flyttades hon till linjen London-Köpenhamn/Århus, men hon hade blivit föråldrad i skrotades 1967. |
| Spero      | 1966    | 6,916         | Byggt av Cammell Laird, Birkenhead för linjen Hull-Göteborg, men trafikerade delar av 1966 även London. Ett vackert fartyg, som emellertid snart blev omodernt. Hon flyttades 1972 till linjen Hull–Zeebrugge och såldes i april 1973 till Maritime Company of Lesvos i Grekland. Hon skrotades slutligen 2004 i Indien. |